# Ceratoppia sexpilosa
Ceratoppia sexpilosa är en kvalsterart som beskrevs av Rainer Willmann 1938. Ceratoppia sexpilosa ingår i släktet Ceratoppia och familjen Ceratoppiidae. Inga underarter finns listade i Catalogue of Life.